# Le monde oriental
Le monde oriental (franska Den östra världen) var en svensk tidskrift för "Östeuropas och Asiens historia och etnografi, språk och literaturer, religioner och etnografi, språk och litteraturer, religioner och folkdiktning".
Le monde oriental grundades i Uppsala av Ferdinand Johansson, Johan August Lundell, Karl Bernhard Wiklund och Karl Vilhelm Zetterstéen. Från 1929 var H.S. Nyberg utgivare av tidskriften.
Utgivningen pågick till 1947.